# 穆斯貝爾海姆
穆斯貝爾海姆（挪威語：或或，也可以稱作或），在北歐神話中，其義為「火之國」（Flameland），另也有「荒蕪的家」（Home of Desolation）之意。
這是在世界誕生之初，位於金倫加鴻溝南邊末端的一個地區。相傳那邊充滿了火焰與熱，其他的火巨人在諸神黃昏前都只是一團冒著火的山，而諸神黃昏後由於月亮及太陽被啃食殘留的永恆之火喚醒了史爾特爾，「火之國」穆斯貝爾海姆的熱力和「霧之國」尼福爾海姆的寒冰交替作用之下，最初的生命因此而誕生。主宰這地區的是火巨人史爾特爾，他是阿斯嘉特諸神的敵人，當「諸神的黃昏」發生時，史爾特爾會度過彩虹橋來攻擊諸神。
奧丁曾經擷取穆斯貝爾海姆的火焰，用來製作運行在天空的星辰，最大的兩團火焰則成為了太陽和月亮。

## 在大眾文化中
电子游戏
- 2022年PC游戏《战神》中设定为类似前作竞技场的国度。
- 2021年PC跨手機游戏《奧丁：瓦爾哈拉的崛起》中设定为第五国度。